# Jason Wade
Jason Michael Wade (5 de Julho de 1980) é o vocalista e compositor das letras de músicas da banda Lifehouse.

## Biografia
Nascido em Camarillo, Califórnia, Wade é filho único. Seus pais divorciaram-se quando ele tinha apenas 12 anos, facto este de intensa presença em suas letras de músicas. Após o divórcio, Jason mudou-se com a mãe para Seattle. Passou a maior parte de seus primeiros dias sozinho em seu quarto expondo os sentimentos na poesia: «Eu estava experimentando a dor que qualquer um sente quando seus pais se divorciam. Isto deformou as coisas» disse ele. «Mas isto só expôs ainda mais esta criatividade para mim. É engraçado, porque eu nunca fui um músico quando criança, nunca tive aulas, realmente nunca ouvi rádio. Mas de repente eu comecei a escrever letras e ousar melodias. Vivemos nas florestas, e eu aceitei essas longas caminhadas e as músicas que estavam começando a acontecer.»
A mãe de Jason era musicista. «Minha mãe estava sempre com seu violão tocando pela casa» disse ele «Eu finalmente o peguei e aprendi a tocar alguns acordes.» Encontrando um alívio na música, Jason eventualmente começou a reconciliar-se com suas novas circunstâncias e liquidá-las em seu novo lar. Esta fase de sua vida terminou, no entanto, quando sua mãe decidiu mudar-se para Los Angeles. «Eu não queria mais me mudar» disse Jason «Eu enfim fiz muitas amizades, e Washington tinha sido um lugar realmente reconfortante para mim durante o divórcio. Eu achei que seria meu lar para sempre.» Mas foi em Los Angeles que Lifehouse formou-se e a carreira musical de Jason começou.
Em relação às letras, Jason afirma que prefere deixar o significado em aberto, para que o próprio público possa interpretá-lo de várias maneiras.